# Macroplectrina apicalis
Macroplectrina apicalis är en fjärilsart som beskrevs av George Francis Hampson 1897. Macroplectrina apicalis ingår i släktet Macroplectrina och familjen snigelspinnare. Inga underarter finns listade i Catalogue of Life.